# Habromys
Habromys é um género de roedor da família Cricetidae.

## Espécies
- Habromys chinanteco (Robertson e Musser, 1976)
- Habromys delicatulus Carleton, Sánchez & Urbano Vidales, 2002
- Habromys ixtlani Goodwin, 1964
- Habromys lepturus (Merriam, 1898)
- Habromys lophurus (Osgood, 1904)
- Habromys schmidlyi Romo-Vásquez, León-Paniagua & Sánchez, 2005
- Habromys simulatus (Osgood, 1904)